# فيكتور أوستروفسكي
فيكتور جون أوستروفسكي (بالإنجليزية: Victor Ostrovsky)‏(ولد في 28 نوفمبر 1949)، هو مؤلف وضابط استخبارات سابق، عمل في الموساد الإسرائيلي لمدة 14 شهرًا قبل أن يتم فصله. ألف أوستروفسكي بعد مغادرته الموساد كتابين عن خدمته في الموساد: "عن طريق الخداع"، الذي احتل المرتبة الأولى في قائمة نيويورك تايمز للكتب الأكثر مبيعًا في عام 1990، و"الوجه الآخر للخداع" الذي نُشر بعده بعدة سنوات.
صرح عضوا الكونغرس الأمريكي السابقان بول فيندلي وبيت ماكلوسكي أن شجاعة أوستروفسكي أنقذت حياة الرئيس الأسبق جورج بوش الأب. ومع ذلك، تعرض الكتابان لانتقادات من قبل صحفيين وباحثين ومؤرخين مؤيدين لإسرائيل، مدعين أنهما يفتقران إلى الدقة التاريخية ويحتويان على ادعاءات مثيرة للجدل.